# Charlotte Wassef
Pour les articles homonymes, voir Wassef.
Charlotte Wassef, née le 15 juillet 1912 à Alexandrie et morte le 17 janvier 1988 à Brookfield (États-Unis), est une reine de beauté égyptienne. 
Elle est élue d'abord Miss Égypte en 1934 puis Miss Univers le 1er octobre 1935 lors du concours de Bruxelles.